# José Fernández Dübrock
José Adolfo Fernández Dübrock (10 de octubre de 1953) es un ingeniero forestal y político chileno de ascendencia alemana y Española. Entre 2019 y 2020 se desempeñó como  Intendente de la Región de Magallanes y la Antártica Chilena, bajo el segundo gobierno de Sebastián Piñera.
Egresó como ingeniero forestal de la Universidad Austral de Chile.
Se desempeñó como Director Regional de la CONAF de Magallanes durante el primer gobierno del presidente Sebastián Piñera y como Consejero Regional durante 12 años.
En 2018 asumió como Seremi de Agricultura de Magallanes y la Antártica Chilena, cargo que ejerció hasta su nombramiento como Intendente de esa región. Dejó esta responsabilidad el 21 de septiembre de 2020.